# Imma celtiphaga
Imma celtiphaga is een vlinder uit de familie van de Immidae. De wetenschappelijke naam van de soort is voor het eerst geldig gepubliceerd in 1982 door Bradley.